# Abraham George Ellis
Abraham George Ellis (Paramaribo (Suriname), 26 augustus 1846 — Amsterdam, 29 november 1916) was een Nederlands marineofficier en als partijloos politicus minister van Marine. Hij was afkomstig uit Suriname en van gemengde, o.a. Afrikaanse en Joodse oorsprong. Hij was de eerste Nederlandse minister van Surinaamse afkomst.

## Biografie
Abraham George Ellis werd op 26 augustus 1846 geboren als de zoon van Johannes Ellis (een buitenechtelijk kind van de Nederlandse bewindsman Abraham de Veer en de Ghanese Fanny) en Maria Louisa de Hart. Maria Louise de Hart (geboren 10 augustus 1826) was de dochter van een vrijgekochte slavin en de Joodse plantage-eigenaar Mozes-Meijer de Hart in Suriname. De achternaam die Johannes had gekregen was afkomstig van de tweede vrouw van zijn grootvader, Jannetje Martha Ellis. 
In 1860 verhuisde Ellis samen met zijn ouders en vier zusters Carolina Anna Constantia, Anna Jacoba, Elisabeth Charlotte, en Maria Louisa uit Suriname naar de Herengracht in Amsterdam en op veertienjarige leeftijd meldde hij zich aan bij het Koninklijk Instituut voor de Marine.
In 1864 rondde Ellis zijn opleiding af en werd hij adelborst eerste klasse. In de loop der jaren wist hij op te klimmen binnen de marine en in 1901 kreeg hij het commando toevertrouwd over de Hr.Ms. Utrecht. Als commandant maakte hij deel uit van de Zeemacht in Nederlands-Indië en tijdens zijn zeereizen deed hij onder meer Japan, maar ook Zuid-Amerika aan.
Ellis werd in 1902 benoemd tot commandant Marine in Willemsoord en Den Helder. Hij was als zeeofficier ook lange tijd actief in de Oost. Hij was een typische apolitieke marineman en als commandant haalde hij in dat jaar hard uit naar de leden van de Matrozenbond, waardoor hij bekend stond als 'socialistenvreter'. Na het vertrek van minister Johannes Willem Bergansius werd Ellis door Abraham Kuyper benaderd om als partijloze kandidaat minister van marine te worden in het Kabinet-Kuyper. Als minister maakte hij het de socialisten in de marine het nog moeilijker dan voorheen en verbood hij de uitgave van het blad "Het Anker" van de Matrozenbond.
Na zijn periode als minister werd Ellis door koningin Wilhelmina benoemd tot adjudant in buitengewone dienst en kort daarop ging hij met pensioen als vice-admiraal wegens hartproblemen. Aan deze kwaal overleed hij in 1916.

## Onderscheidingen
Hij was Commandeur in de Orde van de Nederlandse Leeuw.

## Trivia

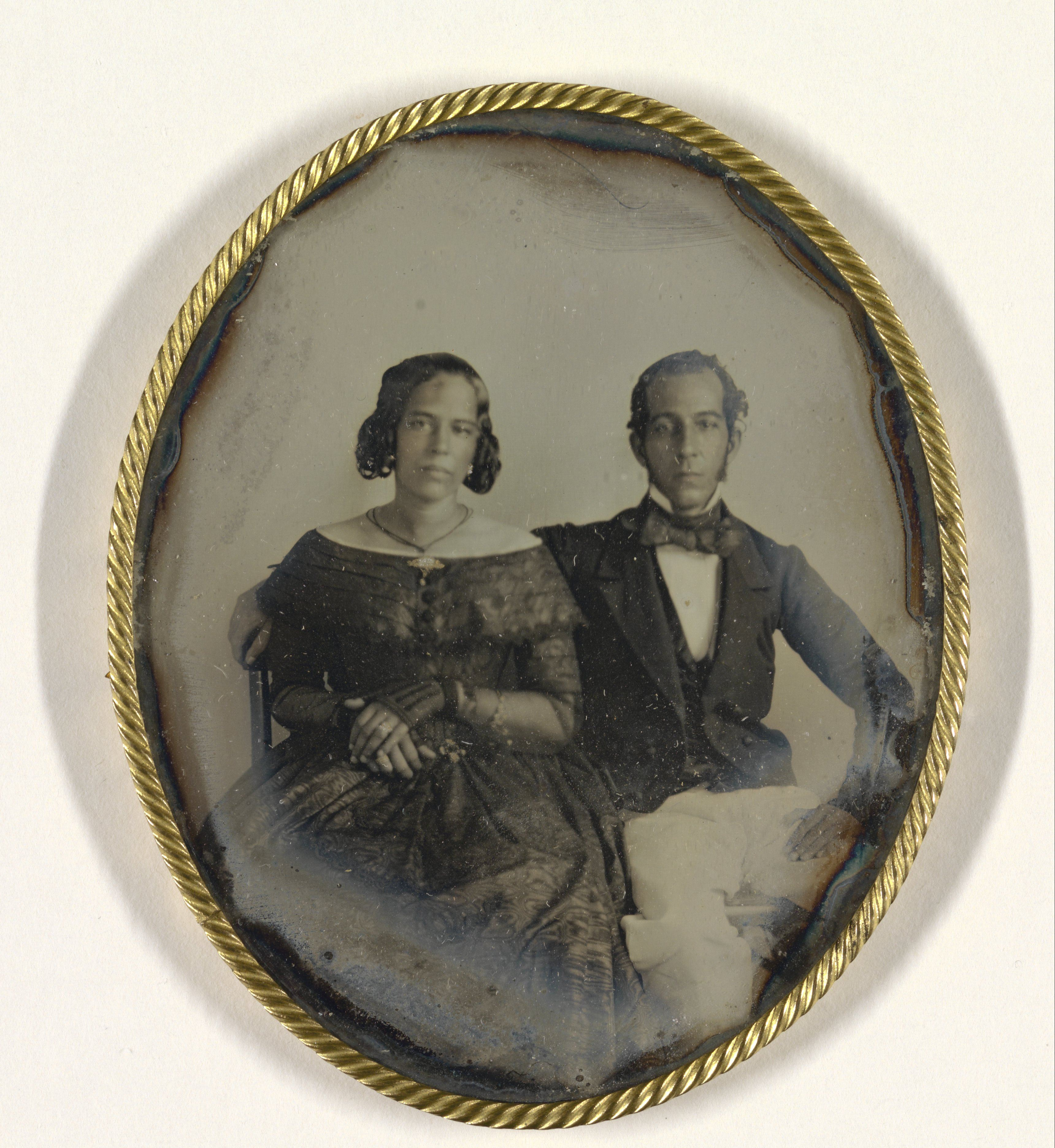
Maria Louisa de Hart (mogelijk in verwachting) en Johannes Ellis in Suriname, mogelijk 1846

- Een foto van zijn ouders uit vermoedelijk 1846 is de vroegst bekende daguerreotypie uit Suriname.
- Ellis is de schoonzoon van vice-admiraal Johan Willem Binkes.